# Miss Universe 2015
Miss Universe 2015 – 64. wybory Miss Universe. Gala finałowa odbyła się 20 grudnia 2015 w The AXIS w Las Vegas, Stany Zjednoczone. Miss Universe została reprezentantka Filipin Pia Wurtzbach.
Pierwotnie prowadzący Steve Harvey ogłosił, że Miss Universe została kandydatka z Kolumbii Ariadna Gutiérrez. Po przekazaniu korony przez ustępującą z funkcji Kolumbijkę Paulinę Vegę swojej rodaczce, prowadzący zauważył, że źle odczytał wyniki i po przeproszeniu za zaistniały błąd ogłosił, że Kolumbia została I Wicemiss, zaś tytuł Miss Universe 2015 należy do Miss Filipin, Pii Wurtzbach.

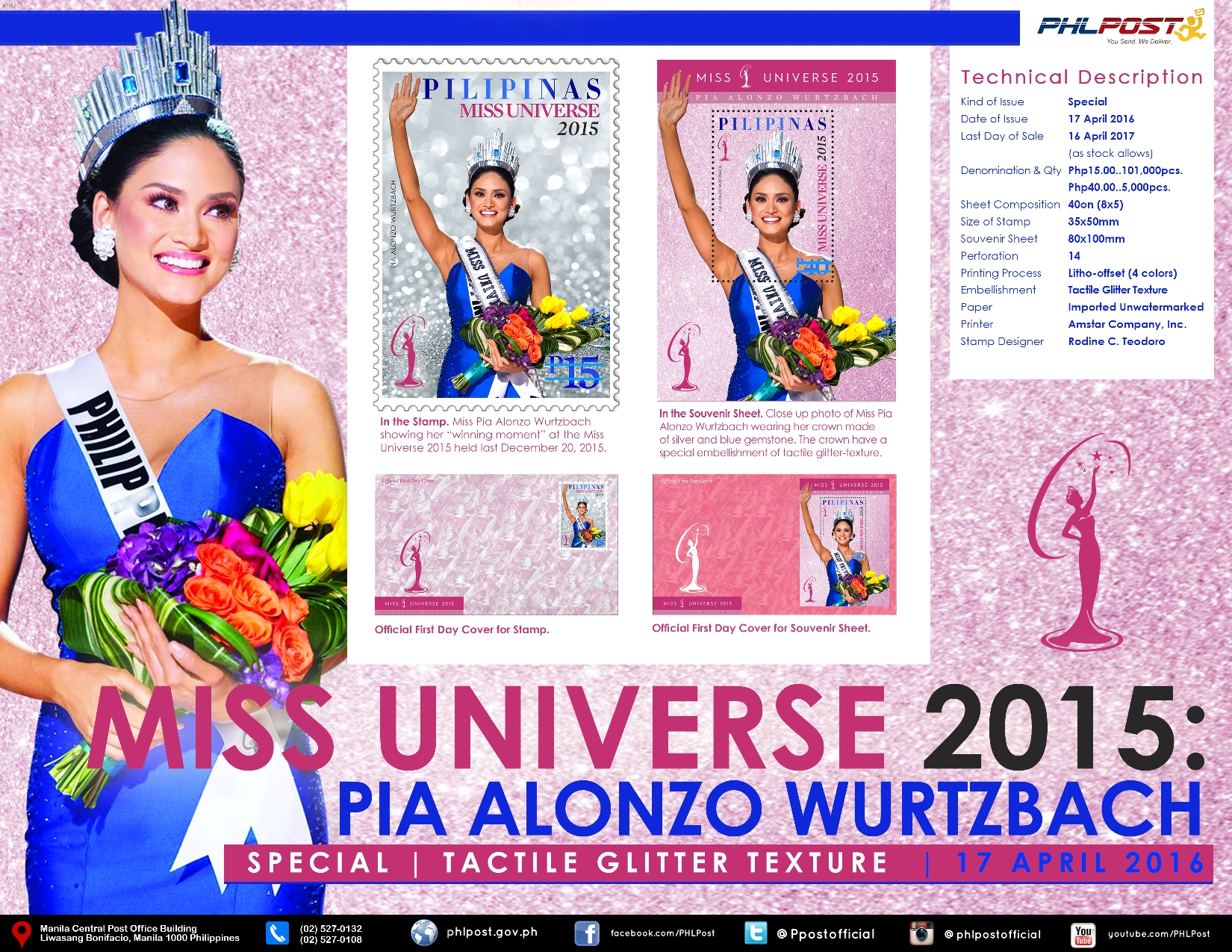
Znaczki pocztowe z wizerunkiem Miss Universe 2015 Pii Alonzo Wurtzbach tuż po koronacji

## Rezultaty
| Tytuł              | Laureatka |
| ------------------ | --- |
| Miss Universe 2015 | Filipiny – Pia Wurtzbach |
| I Wicemiss         | Kolumbia – Ariadna Gutiérrez |
| II Wicemiss        | Stany Zjednoczone – Olivia Jordan |
| Top 5              | Australia – Monika Radulovic · Francja – Flora Coquerel                                                                                                  |
| Top 10             | Curaçao – Kanisha Sluis · Dominikana – Clarissa Molina · Japonia – Ariana Miyamoto · Tajlandia – Aniporn Chalermburanawong · Wenezuela – Mariana Jiménez |
| Top 15             | Belgia – Annelies Törös · Brazylia – Marthina Brandt · Indie – Anindya Kusuma Putri · Meksyk – Wendolly Esparza · Południowa Afryka – Refilwe Mthimunye  |

## Nagrody specjalne
| Tytuł                      | Laureatka                             |
| -------------------------- | ------------------------------------- |
| Miss Koleżeńskości         | Angola – Whitney Shikongo             |
| Miss Fotogeniczności       | Nowa Zelandia – Samantha McClung      |
| Najlepszy kostium narodowy | Tajlandia – Aniporn Chalermburanawong |